# Durand de Beaucaire
Pour les articles homonymes, voir Durand.
Durand de Beaucaire est un évêque français du XIIIe siècle, ayant été responsable du diocèse d'Albi.

## Biographie

### Le combattant
Il arrive à Albi dans le contexte de la fin de la croisade des albigeois. Il recrute une troupe pour les combats sporadiques qui subsistent entre les partisans du catharisme et l’Église catholique. 
Un contingent significatif venu d'Albi participe au siège de Montségur en 1243-1244 : le sénéchal du roi, Hugues des Arcis, a ceint la montagne, et est censé empêcher les allées et venues, mais son armée est trop peu nombreuse pour garantir l’étanchéité du siège. La troupe de Durand de Beaucaire aura un rôle significatif. Arrivée en novembre 1243, elle dispose de charpentiers pour machines de guerre et de montagnards aguerris. Ils installent une pierrière qui bombarde la barbacane et une fois cette dernière prise, s’attaquent au château.

### Le bâtisseur
À son arrivée dans la cité albigeoise, il entre dans un logement dans des maisons prêtées par le chapitre des chanoines de la collégiale Saint-Salvi. Il découvre une ville où près de 10 % des habitants sont croyants cathares et fait venir l'Inquisition dans la ville. Il décide alors d'entreprendre la construction d'une résidence épiscopale. L'ancienne résidence est consacrée au travail des inquisiteurs : prison, salle d'interrogatoire et logement des moines inquisiteurs. Le nouveau bâtiment abrite le logement du prélat et de sa suite, une salle d'audience et une chapelle. Ces premiers aménagements, entre la cathédrale romane et les berges du Tarn, constituent les premiers éléments de ce qui deviendra sous ces deux successeurs le palais de la Berbie, formidable forteresse face à la ville.